# Kassian Etter
Johannes Kassian Etter OSB (* 29. April 1929 in Zug; † 3. April 2009 in Einsiedeln) war ein Schweizer Benediktinermönch. Er wurde als Schauspieler am Einsiedler Welttheater bekannt.

## Leben
Kassian Etter, Sohn von Bundesrat Philipp Etter, trat 1949 der Ordensgemeinschaft der Benediktiner in Einsiedeln bei. Am 8. September 1950 legte er die Profess ab, am 12. Juni 1954 empfing er die Priesterweihe. Er studierte Physik an der ETH Zürich und lehrte von 1960 bis 1999 Physik, Mathematik und Religion an der Stiftsschule des Klosters Einsiedeln. Von 1972 bis 1992 war er zudem Präfekt des Internates.
Bekannt wurde er als Schauspieler. Er trat 2000 und 2007 im Einsiedler Welttheater im Mysterienspiel  Das grosse Welttheater von Pedro Calderón auf, das sein ehemaliger Schüler Thomas Hürlimann bearbeitet hatte. Neben verschiedenen Hauptrollen war Etter die Welt und verwandelte sich später in den Tod. 2002 spielte er den Teufel im Musiktheater Geschichte des Soldaten von Strawinsky und Ramuz im Schloss Münchenwiler.
Pater Kassian galt als sehr sportinteressiert und war in seiner Jugend als Leichtathlet aktiv. Bei den Olympischen Sommerspielen 2008 trat er als regelmässiger Kommentator in der abendlichen Magazinsendung des Schweizer Fernsehens auf.